# Lars Iver Strand
Lars Iver Strand (Lakselv, 7 maggio 1983) è un calciatore norvegese, centrocampista del Bærumsløkka.

## Carriera

### Club

#### Tromsø
Strand ha iniziato la carriera professionistica con la maglia del Tromsø. Ha esordito nell'Eliteserien in data 2 maggio 2001, sostituendo Abdoulaye Mbaye nel secondo tempo della sfida casalinga persa contro il Molde per 0-2. Il 9 maggio dello stesso anno ha giocato per la prima volta da titolare, durante il Norgesmesterskapet 2001, quando il Tromsø si è imposto per 0-8 contro il Ramfjord: Strand ha siglato 2 marcature. Nella stessa stagione, ha collezionato un'altra presenza in campionato, stavolta nella sfida contro il Moss, entrando in campo sempre al posto di Mbaye. Al termine della stagione, il Tromsø è retrocesso nella 1. divisjon e Strand ha trovato maggiore spazio.
Ha segnato contro l'Hønefoss la prima rete in campionato della sua carriera, realizzando il momentaneo 2-0 della sua squadra (partita poi conclusasi 3-1). Ha totalizzato 24 apparizioni in stagione, con 6 reti all'attivo. Il Tromsø ha conquistato così la promozione, tornando nella massima divisione norvegese.
Il 7 maggio 2003 ha segnato una tripletta ai danni del Senja, nel primo turno del Norgesmesterskapet, vinto dalla sua squadra per 1-9. Il 16 maggio ha realizzato la prima rete della sua carriera nell'Eliteserien (e unica nella stagione 2003), contribuendo al pareggio contro il Bodø/Glimt, con il punteggio di 3-3.
Nel campionato seguente ha conquistato un posto fisso da titolare, collezionando 26 presenze, con 8 reti. È rimasto al Tromsø fino al termine dell'Eliteserien 2007, firmando poi un contratto quadriennale con il Vålerenga.

#### Vålerenga e Tromsø
Con la squadra di Oslo, ha esordito il 28 marzo 2008, giocando da titolare nel successo all'Ullevaal Stadion per 1-0 contro l'Aalesund. Non si è inserito mai stabilmente tra i titolari nel corso della stagione 2008, venendo impiegato spesso dalla panchina: a fine stagione ha raggranellato 19 apparizioni (di cui 7 dalla panchina), senza mai andare a segno. Ha contribuito al successo del Vålerenga nel Norgesmesterskapet 2008, giocando dal primo minuto anche nella finale contro lo Stabæk, vinta per 1-4.
A causa del poco spazio, per la stagione seguente è stato prestato al Tromsø, tornando così nella squadra che lo ha lanciato nel calcio norvegese. La sua situazione è migliorata, giocando 26 partite e segnando 4 reti; il Tromsø ha chiuso l'annata al 6º posto in classifica. Alla fine del campionato, è tornato al Vålerenga, avendo ancora meno spazio che nel campionato 2008: nei successivi due anni, infatti, ha disputato 4 partite, tutte nel corso del 2010.

#### Strømsgodset e Sandefjord
Il 28 dicembre 2011 è stato reso noto il suo passaggio allo Strømsgodset, a partire dal 1º gennaio 2012. Il primo incontro con questa casacca è datato 23 marzo, in occasione della sconfitta per 2-1 in casa del Molde. Il 31 marzo ha siglato la prima rete, nella vittoria per 3-2 sul Vålerenga. Si è svincolato a fine stagione. Il 29 gennaio 2013 ha firmato un contratto con il Sandefjord. Si è svincolato al termine del campionato 2014.

#### Bærumsløkka
Rimasto lontano dai campi da gioco per due anni, in vista del campionato 2017 è passato al Bærumsløkka, in 5. divisjon (sesto livello del campionato norvegese).

### Nazionale
Strand ha esordito per la Norvegia under 21 il 13 gennaio 2004, nella partita amichevole contro il Qatar, sostituendo Trond Fredrik Ludvigsen. Il 22 gennaio 2005 ha debuttato anche per la Nazionale maggiore, in un'amichevole contro il Kuwait: Strand è subentrato a Bengt Sæternes a partita in corso.

## Statistiche

### Presenze e reti nei club
Statistiche aggiornate al 10 dicembre 2013.
| Stagione          | Club              | Campionato        | Campionato | Campionato | Coppe nazionali | Coppe nazionali | Coppe nazionali | Coppe continentali | Coppe continentali | Coppe continentali | Supercoppe | Supercoppe | Supercoppe | Totale | Totale |
| Stagione          | Club              | Comp              | Pres       | Reti       | Comp            | Pres            | Reti            | Comp               | Pres               | Reti               | Comp       | Pres       | Reti       | Pres   | Reti   |
| ----------------- | ----------------- | ----------------- | ---------- | ---------- | --------------- | --------------- | --------------- | ------------------ | ------------------ | ------------------ | ---------- | ---------- | ---------- | ------ | ------ |
| 2001              | Tromsø            | ES                | 2          | 0          | CN              | 1               | 2               | -                  | -                  | -                  | -          | -          | -          | 3      | 2      |
| 2002              | Tromsø            | 1D                | 24         | 6          | CN              | ?               | ?               | -                  | -                  | -                  | -          | -          | -          | ?      | ?      |
| 2003              | Tromsø            | ES                | 14         | 1          | CN              | 6               | 5               | -                  | -                  | -                  | -          | -          | -          | 20     | 6      |
| 2004              | Tromsø            | ES                | 26         | 8          | CN              | 4               | 4               | -                  | -                  | -                  | -          | -          | -          | 30     | 12     |
| 2005              | Tromsø            | ES                | 24         | 4          | CN              | 3               | 0               | CU                 | 9                  | 3                  | -          | -          | -          | 36     | 7      |
| 2006              | Tromsø            | ES                | 24         | 2          | CN              | 2               | 1               | -                  | -                  | -                  | -          | -          | -          | 26     | 3      |
| 2007              | Tromsø            | ES                | 23         | 4          | CN              | 4               | 0               | -                  | -                  | -                  | -          | -          | -          | 27     | 4      |
| 2008              | Vålerenga         | ES                | 19         | 0          | CN              | 4               | 0               | -                  | -                  | -                  | -          | -          | -          | 23     | 0      |
| gen.-mar. 2009    | Vålerenga         | ES                | 0          | 0          | CN              | -               | -               | UEL                | -                  | -                  | SN         | 1          | 0          | 1      | 0      |
| apr.-dic. 2009    | Tromsø            | ES                | 26         | 4          | CN              | 5               | 1               | UEL                | 5                  | 0                  | -          | -          | -          | 36     | 5      |
| Totale Tromsø     | Totale Tromsø     | Totale Tromsø     | 162        | 29         |                 | ?               | ?               |                    | 14                 | 3                  |            | -          | -          | ?      | ?      |
| 2010              | Vålerenga         | ES                | 2          | 0          | CN              | 2               | 0               | -                  | -                  | -                  | -          | -          | -          | 4      | 0      |
| 2011              | Vålerenga         | ES                | 0          | 0          | CN              | 0               | 0               | UEL                | 0                  | 0                  | -          | -          | -          | 0      | 0      |
| Totale Vålerenga  | Totale Vålerenga  | Totale Vålerenga  | 21         | 0          |                 | 6               | 0               |                    | 0                  | 0                  |            | 1          | 0          | 28     | 0      |
| 2012              | Strømsgodset      | ES                | 20         | 1          | CN              | 0               | 0               | -                  | -                  | -                  | -          | -          | -          | 20     | 1      |
| 2013              | Sandefjord        | 1D                | 18         | 1          | CN              | 1               | 0               | -                  | -                  | -                  | -          | -          | -          | 19     | 1      |
| 2014              | Sandefjord        | 1D                | 19         | 3          | CN              | 0               | 0               | -                  | -                  | -                  | -          | -          | -          | 19     | 3      |
| Totale Sandefjord | Totale Sandefjord | Totale Sandefjord | 37         | 4          |                 | 1               | 0               |                    | -                  | -                  |            | -          | -          | 38     | 4      |
| 2017              | Bærumsløkka       | 5D                | ?          | ?          | -               | -               | -               | -                  | -                  | -                  | -          | -          | -          | ?      | ?      |
| Totale            | Totale            | Totale            | 240+       | 34+        |                 | ?               | ?               |                    | 14                 | 3                  |            | 1          | 0          | ?      | ?      |

### Cronologia presenze e reti in Nazionale
| Cronologia completa delle presenze e delle reti in nazionale ― Norvegia | Cronologia completa delle presenze e delle reti in nazionale ― Norvegia | Cronologia completa delle presenze e delle reti in nazionale ― Norvegia | Cronologia completa delle presenze e delle reti in nazionale ― Norvegia | Cronologia completa delle presenze e delle reti in nazionale ― Norvegia | Cronologia completa delle presenze e delle reti in nazionale ― Norvegia | Cronologia completa delle presenze e delle reti in nazionale ― Norvegia | Cronologia completa delle presenze e delle reti in nazionale ― Norvegia |
| Data                                                                    | Città                                                                   | In casa                                                                 | Risultato                                                               | Ospiti                                                                  | Competizione                                                            | Reti                                                                    | Note                                                                    |
| ----------------------------------------------------------------------- | ----------------------------------------------------------------------- | ----------------------------------------------------------------------- | ----------------------------------------------------------------------- | ----------------------------------------------------------------------- | ----------------------------------------------------------------------- | ----------------------------------------------------------------------- | ----------------------------------------------------------------------- |
| 22-1-2005                                                               | Madinat al-Kuwait                                                       | Kuwait                                                                  | 1 – 1                                                                   | Norvegia                                                                | Amichevole                                                              | -                                                                       |                                                                         |
| 25-1-2005                                                               | Riffa                                                                   | Bahrein                                                                 | 0 – 1                                                                   | Norvegia                                                                | Amichevole                                                              | -                                                                       |                                                                         |
| 28-1-2005                                                               | Amman                                                                   | Giordania                                                               | 0 – 0                                                                   | Norvegia                                                                | Amichevole                                                              | -                                                                       |                                                                         |
| 22-8-2007                                                               | Oslo                                                                    | Norvegia                                                                | 2 – 1                                                                   | Argentina                                                               | Amichevole                                                              | -                                                                       |                                                                         |
| Totale                                                                  |                                                                         | Presenze                                                                | 4                                                                       |                                                                         | Reti                                                                    | 0                                                                       |                                                                         |

## Palmarès

### Club

#### Competizioni nazionali
- Coppa di Norvegia: 1

Vålerenga: 2008